# 中津市立和田小学校
中津市立和田小学校（なかつしりつ わだしょうがっこう）は大分県中津市大字定留にある公立小学校。

## 概要
- 正面玄関の前には、旧校舎の時から植えられている（新校舎建設時移設）ソテツがあり、学校の象徴のような存在になっている。
- 卒業後ほとんどの生徒が中津市立東中津中学校へ進学する。

## 沿革
- 1874年 4月 - 田尻小学校を田尻村字居屋屋敷に創立
- 1874年 4月 - 定留小学校を定留村字広畑に創立
- 1874年 4月 - 諸田小学校を諸田村字前田に創立
- 1889年 4月 - 市町村制実施に伴い、三ケ村連合の学校を定留に移し、定留簡易小学校と称す
- 1892年 4月 - 和田尋常小学校と改称
- 1911年 3月 - 高等科を併置し、和田尋常小学校と称す
- 1935年 3月 - 講堂を新築
- 1941年 4月1日 - 国民学校令により和田国民学校と改称
- 1947年 4月1日 - 学制改革により、和田村立和田小学校と改称
- 1953年10月 - 北校舎新築
- 1954年10月 - 中津市と町村合併し、中津市立和田小学校と改称
- 1955年 3月 - 南校舎新築
- 1963年 4月 - 県指定理科教育研究校となる
- 1965年 3月 - プラネタリウム設置
- 1966年 8月 - 県道拡張のため校地235坪削られる
- 1969年10月 - プール完成
- 1974年 3月 - 体育館新築
- 1974年 3月 - 校地内に和田幼稚園新築
- 1985年 3月 - 県道高田線拡張に伴う校地200m2削減
- 1993年 3月 - 旧校舎、プラネタリウム、休憩室解体
- 1993年 4月 - 新校舎完成（はだしの広場、憩いの森屋外施設完成、遊具移転、鳥飼育小屋、池、運動場用トイレ、倉庫、新校舎から体育館への渡り廊下）
- 1994年 6月 - 新校舎落成式
- 1994年 8月 - 運動場拡張

## 著名な出身者
- 松本昌也 プロサッカー選手